# Claudia Reuter
Claudia Reuter (geb. Herzfeld) (* 1943 in Dresden) ist eine deutsche Musikwissenschaftlerin.

## Leben
Ihr Vater war der jüdischstämmige Arzt Wilhelm Herzfeld und stand 1944 vor der Deportation. Da er versteckt wurde, entging er dieser.
In Leipzig  studierte sie an der Karl-Marx-Universität und war Assistentin des Operndirektors Joachim Herz. Dort lernte sie auch ihren späteren Mann, den Dirigenten Rolf Reuter (1926–2007), kennen, den sie heiratete und mit dem sie zwei Kinder hatte, die Geigerin und Bratschistin Sophia Reuter (* 1971) und die Geigerin Agnes Reuter (* 1975).
2001 gründete sie „zur Förderung Hochbegabter in Deutschland“ die Internationale Musikakademie. Die Konzeption war entscheidend durch Sir Yehudi Menuhin geprägt. Für ihre ehrenamtliche Tätigkeit erhielt sie 2014 das Bundesverdienstkreuz am Bande.